# Colbusa restricta
Colbusa restricta là một loài bướm đêm trong họ Noctuidae.